# Saison 14 de Bob l'éponge
 (mars 2025).
Si vous disposez d'ouvrages ou d'articles de référence ou si vous connaissez des sites web de qualité traitant du thème abordé ici, merci de compléter l'article en donnant les références utiles à sa vérifiabilité et en les liant à la section « Notes et références ».
Chronologie
Saison 13 Saison 15
Cet article présente les épisodes de la quatorzième saison de la série télévisée d'animation américaine Bob l'éponge diffusé du 2 novembre 2023 au 2 décembre 2024 sur Nickelodeon.
En France, la quatorzième saison est diffusée du 29 avril 2024 au 12 décembre 2024 sur Nickelodeon France.

## Production

### Développement
Le 24 mars 2022, il a été annoncé que la série avait été renouvelée pour une quatorzième saison[réf. souhaitée].

### Diffusion
- États-Unis : du 2 novembre 2023 au 2 décembre 2024 sur Nickelodeon.
- France : du 29 avril 2024 au 12 décembre 2024 sur Nickelodeon.

## Épisodes
| № | #   | Titre français / Titre original                               | Réalisation      | Scénario         | Première diffusion          | Première diffusion | Audiences |
| --- | --- | ------------------------------------------------------------- | ---------------- | ---------------- | --------------------------- | ------------------ | --------- |
| 566 | 1a  | Plankton Karatéka Single-Celled Defense                       | Michelle Bryan   | Danny Giovannini | 2 novembre 2023             | 29 avril 2024      | 0,19      |
| Marre d'être piétiné, Plankton apprend l'auto-défense auprès de Sandy. |     |                                                               |                  |                  |                             |                    |           |
| 567 | 1b  | Krabs en pince pour Puff Buff for Puff                        | Michelle Bryan   | Andrew Goodman   | 20 novembre 2023            | 30 avril 2024      | 0,14      |
| M. Krabs sort de sa coquille et entre dans la salle de sport après que Larry l'ait présenté à la plage.                                                                                     |     |                                                               |                  |                  |                             |                    |           |
| 568 | 2a  | On t'aime, Hoops ! We ♥ Hoops                                 | Andrew Overtroom | Kaz              | 21 novembre 2023            | 1er mai 2024       | 0,15      |
| Bob l'éponge et Patrick découvrent qu'un personnage de leur émission préferée est en fait une vieille connaissance.                                                                         |     |                                                               |                  |                  |                             |                    |           |
| 569 | 2b  | Anchois à gogo SpongeChovy                                    | Michelle Bryan   | M. Lawrence      | 22 novembre 2023            | 2 mai 2024         | 0,14      |
| Les anchois de Bikini Bottom sont si nombreux que certains habitants commencent à imiter leur comportement.                                                                                 |     |                                                               |                  |                  |                             |                    |           |
| 570 | 3a  | Boule de Carlo BassWard                                       | Ian Vazquez      | Mike Bell        | 23 novembre 2023            | 22 juillet 2024    | 0,17      |
| Carlo et Boule de Gras sont obligés de se suporter lors d'un voyage pour Épav'ville . Remarque : Il s'agit du premier épisode dans lequel Bob l'éponge n'apparaît pas.                      |     |                                                               |                  |                  |                             |                    |           |
| 571 | 3b  | Le carton à imagination Squidiot Box                          | Ian Vazquez      | Luke Brookshier  | 12 février 2024             | 23 juillet 2024    | 0,20      |
| Carlo fait un voyage à l'intérieur de la boîte de l'imagination et doit compter sur la créativité de Bob l'éponge et de Patrick pour s'échapper.                                            |     |                                                               |                  |                  |                             |                    |           |
| 572 | 4a  | Plankton en a gros sur la patate Blood is Thicker Than Grease | Michelle Bryan   | Luke Brookshier  | 21 février 2024 (Nicktoons) | 24 juillet 2024    | N / A     |
| La famille de Plankton ouvre son propre restaurant... juste à côté du Seau de l'Enfer. |     |                                                               |                  |                  |                             |                    |           |
| 573 | 4b  | Le rieur en série Don't Make Me Laugh                         | Ian Vazquez      | M. Lawrence      | 12 février 2024             | 25 juillet 2024    | 0,20      |
| Bob l'éponge trouve soudain tout drôle, au grand dam de tout le monde. |     |                                                               |                  |                  |                             |                    |           |
| 574 | 5a  | Mamageddon Momageddon                                         | Andrew Overtroom | Mike Bell        | 14 février 2024             | 6 mai 2024         | 0,18      |
| Les mères de Bob l'éponge, M. Krabs et Carlo visitent le Crabe Croustillant et prennent le contrôle de tout le restaurant.                                                                  |     |                                                               |                  |                  |                             |                    |           |
| 575 | 5b  | Pierre domestique Pet the Rock                                | Michelle Bryan   | Danny Giovannini | 14 février 2024             | 7 mai 2024         | 0,18      |
| La nouvelle pierre de compagnie de Patrick attire l'attention d'un collectionneur de pierres. Invité : Malcolm McDowell : Percival Rockhound                                                |     |                                                               |                  |                  |                             |                    |           |
| 576 | 6a  | Tango en tandem Tango Tangle                                  | Michelle Bryan   | M. Lawrence      | 20 février 2024             | 8 mai 2024         | 0,16      |
| Plankton et Karen prennent des cours de danse et deviennent rapidement premiers de la classe. Invité : Rosie Perez : Suzie Groove                                                           |     |                                                               |                  |                  |                             |                    |           |
| 577 | 6b  | La magie du petit déjeuner Necro-Nom-Nom-Nom-I-Con            | Andrew Overtroom | Luke Brookshier  | 26 février 2024             | 9 mai 2024         | 0,17      |
| Équipé d'un livre de sorts magiques, Bob l'éponge prépare le chaos dans la cuisine du Crabe Croustillant.                                                                                   |     |                                                               |                  |                  |                             |                    |           |
| 578 | 7a  | La capsule temporelle PL-1413                                 | Brian Morante    | Danny Giovannini | 15 juillet 2024             | 29 juillet 2024    | TBA       |
| Plankton voyage deux mille ans dans le futur et découvre des visages inconnus. |     |                                                               |                  |                  |                             |                    |           |
| 579 | 7b  | La bataille annuelle In the Mood to Feud                      | Kurt Snyder      | Kaz              | 16 juillet 2024             | 30 juillet 2024    | TBA       |
| Bob l'éponge, Patrick et Sandy se retrouvent au milieu d'une querelle de longue date entre les narvals et les planctons.                                                                    |     |                                                               |                  |                  |                             |                    |           |
| 580 | 8a  | Coup de lune Mooned!                                          | Dan Becker       | Andrew Goodman   | 17 juillet 2024             | 31 juillet 2024    | TBA       |
| Bob l'éponge demande à Kévin d'attraper une méduse très rare. |     |                                                               |                  |                  |                             |                    |           |
| 581 | 8b  | La vraie histoire vraie Histerical Story                      | Zeus Cervas      | Danny Giovannini | 18 juillet 2024             | 1er août 2024      | TBA       |
| Lors d'une visite à un musée, Bob et Patrick présentent à Sandy, leur version de l'histoire de Bikini Bottom.                                                                               |     |                                                               |                  |                  |                             |                    |           |
| 582 583 | 910 | Kamp Frayeur Kreepaway Kamp                                   | TBA              | TBA              | 10 octobre 2024             | 10 octobre 2024    | TBA       |
| Alors que Bob et ses amis sont invités aux retrouvailles des anciens de Kamp Koral, un mystérieux personnage tapi dans l'ombre les traque et les fait disparaître les uns après les autres. |     |                                                               |                  |                  |                             |                    |           |
| 584 | 11  | Jaune-Neige Snow Yellow and the Seven Jellies                 | Dave Cunningham  | Doug Lawrence    | 10 novembre 2024            | 12 décembre 2024   | TBA       |
| Lorsque la méchante reine Karen apprend que Jaune-Neige est "le plus carré du royaume", elle met tout en oeuvre pour abîmer les angles droits du jeune prince.                              |     |                                                               |                  |                  |                             |                    |           |
| 585 | 12a | Boule de Gras infernale The Dirty Bubble Bass                 | Benjamin Arcdand | Luke Brookshier  | 22 juillet 2024             | 18 novembre 2024   | TBA       |
| Boule de Gras et la Bulle infernale s'unissent pour commettre des délits à Bikini Bottom.                                                                                                   |     |                                                               |                  |                  |                             |                    |           |
| 586 | 12b | Sheldon l'éponge Sheldon SquarePants                          | Fred Osmond      | Andrew Goodman   | 23 juillet 2024             | 18 novembre 2024   | TBA       |
| Plankton devient le frère de Bob dans l'espoir de se rapprocher de lui (et d'obtenir la formule secrète).                                                                                   |     |                                                               |                  |                  |                             |                    |           |
| 587 | 13  | Le Noël de Bob et Sandy Sandy's Country Christmas             | Seamus Walsh     | Danny Giovannini | 2 décembre 2024             | 2 décembre 2024    | TBA       |
| La toute nouvelle expérience de Sandy plonge les habitants de Bikini Bottom dans le désespoir, mais sa famille est là pour l'aider à sauver Noël.                                           |     |                                                               |                  |                  |                             |                    |           |